# Allende 2da. Sección
Allende 2da. Sección är en ort i Mexiko.   Den ligger i kommunen Juárez och delstaten Chiapas, i den sydöstra delen av landet, 600 km öster om huvudstaden Mexico City. Allende 2da. Sección ligger 42 meter över havet och antalet invånare är 171.
Terrängen runt Allende 2da. Sección är mycket platt, och sluttar västerut. Runt Allende 2da. Sección är det ganska glesbefolkat, med 29 invånare per kvadratkilometer. Närmaste större samhälle är Huimanguillo, 11,6 km norr om Allende 2da. Sección. Trakten runt Allende 2da. Sección består till största delen av jordbruksmark.